# Islas Alas
Las Islas Alas forman parte de Papúa Nueva Guinea. Están ubicados en la longitud 153.067 este y la latitud 4.650 sur.
Las islas son el escenario del cuento de W. Somerset Maugham "The Vessel of Wrath".